# Anders Jonas Ångström
Anders Jonas Ångström (Lögdö, 13 agosto 1814 – Uppsala, 21 giugno 1874) è stato un fisico svedese, uno dei fondatori della scienza della spettroscopia.

## Biografia
Venne nominato direttore dell'Osservatorio astronomico di Uppsala nel 1843, dove divenne professore di fisica nel 1858. Fece ricerche sul calore, sul magnetismo, e soprattutto di ottica.
La sua combinazione dello spettroscopio con la fotografia per lo studio del sistema solare riuscì a provare che il Sole contiene idrogeno. Pubblicò la sua approfondita ricerca sullo spettro solare in Recherches sur le spectre solaire (1868), che comprende dettagliate misurazioni di più di mille linee spettrali.
In un documento presentato all'Accademia delle Scienze di Stoccolma nel 1853, egli non solo evidenziò che la scintilla elettrica produce due spettri sovrapposti, uno per il metallo dell'elettrodo e l'altro per il gas in cui passa, ma dedusse dalla teoria della risonanza di Eulero che un gas incandescente emette raggi luminosi della stessa capacità rifrattiva di quelli che può assorbire. Questa esposizione, come fece notare Sir Edward Sabine quando lo premiò con la medaglia Rumford della Royal Society nel 1872, contiene un principio fondamentale dell'analisi spettrale e, anche se per diversi anni venne trascurato, lo fa rientrare tra i fondatori della spettroscopia.
Ångström fu il primo, nel 1867, a esaminare lo spettro dell'aurora boreale, di cui individuò e misurò la caratteristica linea brillante nella regione giallo-verde nello spettro elettromagnetico.
L'ångström, l'unità con cui si misura la lunghezza d'onda della luce, prende il suo nome. Questa unità viene usata sia in cristallografia, sia in spettroscopia.
Suo figlio, Knut Johan Ångström (1857-1910), fu anche lui fisico e astronomo, noto per le ricerche all'Università di Uppsala sulla radiazione solare e per la realizzazione di strumenti di misura.